# Frederik Jozias van Saksen-Coburg-Saalfeld

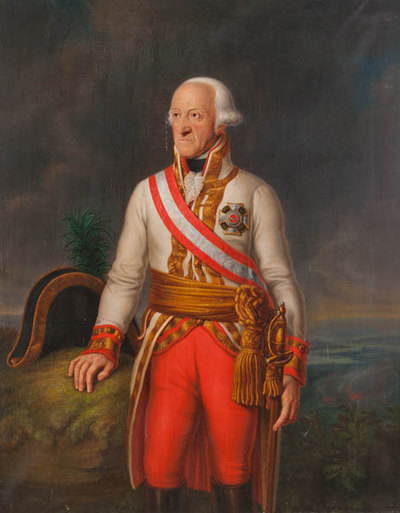
Prins Frederik Jozias van Saksen-Coburg-Saalfeld

Frederik Jozias van Saksen-Coburg-Saalfeld (Slot Ehrenburg, Coburg, 26 december 1737 - aldaar, 26 januari 1815) was een prins en een beroemde militair in het leger van het Heilige Roomse Rijk. 

## Jonge jaren
Frederik Jozias werd geboren in Slot Ehrenburg in Coburg. Hij was de jongste zoon van hertog Frans Jozias van Saksen-Coburg-Saalfeld en Anna Sophia van Schwarzburg-Rudolstadt. Hij schreef zich in 1759 in voor het leger, waar hij begon als kolonel. Tijdens de Zevenjarige Oorlog behaalde hij de rang van luitenant-maarschalk in 1763. 

## Militaire carrière
Tijdens de Russisch-Turks-Oostenrijkse Oorlog van 1788 had hij het bevel over een legerkorps onder Ernst Gideon von Laudon. Met dat legerkorps veroverde hij Moldavië, de stad Chotyn en deelde hij in de overwinning van Aleksandr Soevorov bij Focşani (1 augustus 1789). Nadat hij het complete leger van het Ottomaanse Rijk had verslagen in de Slag bij Rymnik veroverde hij grote delen van Walachije, waaronder Boekarest. Hier werd hij ingehaald door de bevolking na het vluchten van prins Nicolaas Mavrogenes. Niet lang daarna werd Frederik Jozias benoemd tot veldmaarschalk. 
Tijdens de bezetting van Moldavië leerde Frederik Jozias Therese Stroffeck kennen, een gewone vrouw. Zij kreeg van hem een zoon, Frederik, op 24 september 1789. Therese en Frederik Jozias trouwden met elkaar bij hun terugkomst in Coburg op 24 december. Zijn zoon werd daarna ook in de adelstand verheven als Freiherr von Rohmann, maar Frederik kon geen aanspraak maken op de titels van zijn vader, omdat hij niet van twee adellijke ouders was.

## Na de Franse Revolutie
In 1793 en 1794 diende Frederik Jozias in het Zuid-Nederlandse leger. Hij behaalde tijdens de Franse Revolutionaire Oorlogen overwinningen bij de Eerste Slag bij Aldenhoven (1793), het opbreken van het Beleg van Maastricht (1793), de Slag bij Neerwinden (1793) en de Tweede Slag bij Aldenhoven (1794).  Daarmee werd de Franse bezetting van deze gewesten ongedaan gemaakt en werden zij teruggebracht onder Habsburgs gezag. Daarna begon hij een campagne in Frankrijk, waarbij hij Condé, Valenciennes, Le Quesnoy en Landrecies veroverde. Desondanks werd hij door een slechte positionering van zijn leger en onenigheid onder de geallieerden langzaam teruggedreven, wat uiteindelijk leidde tot een beslissende nederlaag bij Fleurus op 26 juni. 
Na deze nederlaag verliet hij de Lage Landen, die Habsburgse diplomaten al hadden opgegeven. Frederik Jozias werd furieus toen hij dit hoorde en nam ontslag uit het leger. Hij trok zich terug naar zijn geboortestreek bij Coburg, waar hij ook stierf.